# Anomoia distincta
Anomoia distincta es una especie de insecto del género Anomoia de la familia Tephritidae del orden Diptera.

## Historia
Zia la describió científicamente por primera vez en el año 1939.